# Pomare (Rotorua)

Pomare  est une banlieue du sud-ouest de la cité Rotorua dans la région de la baie de l’Abondance de l’Île du Nord de la Nouvelle-Zélande. 

## Situation
Le Stade international de Rotorua est située sur le côté est de la localité de Pomare.

## Démographie
La zone statistique de Pomare, qui comprend aussi le secteur du «Matipo Heigh» et la localité de Westbrook, avait une population de 1 713 habitants lors du recensement de 2018 en Nouvelle-Zélande,en augmentation de 141 personnes (9,0 %) depuis le recensement de 2013, et une augmentation de 219 personnes (14,7 %) depuis le recensement de 2006 . 
Il y avait 597 logements. 
On comptait 849 hommes et 870 femmes, donnant un sexe-ratio de 0,98 homme pour une femme. 
L’âge  médian étaient de 40,8 ans (comparé avec 37,4 ans au niveau national), avec 360 personnes (21,0 %) âgées de moins de 15 ans, 288 personnes (16,8 %) âgées de 15 à 29 ans, 771 personnes (45,0 %) âgées de 30 à 64 ans, et 294 personnes (17,2 %) âgées de 65 ans ou plus.
L’éthnicité était pour 74,6 % européens/Pākehā, 30,1 % māori, 4,2 % personnes du Pacifique, 7,5  % asiatiques et 2,1  % d’une autre ethnicité (le total peut faire plus de 100 % dans la mesure où certaines personnes peuvent s’identifier dans de multiples ethnicités).
La proportion de personnes nées outre-mer était de 16,3 %, comparée avec 27,1 % au niveau national.
Bien que certaines personnes refusent de donner leur religion, 48,9 % avait aucune religion, 41,2 % étaient chrétiens, 1,2 % étaient hindouistes, 0,4 % étaient bouddhistes et 3,3 % avait une autre religion.
Parmi ceux d’au moins de 15 ans, 273 personnes (20,2 %) avaient un niveau de la licence ou un degré supérieur, et 225 personnes (16,6 %) n’avaient aucune qualification formelle. 
Le revenu médian était de 35 600 $, comparé avec les 31 800 $ au niveau national. 
Le statut d’emploi de ceux de moins de 15 ans était pour 708 personnes (52,3 %) : employés à plein temps, 222 personnes (16,4 %) étaient à temps partiel et 45 personnes (3,3 %) étaient sans emploi.